# Пауэлл (округ, Кентукки)
Па́уэлл (англ. Powell County) — округ в штате Кентукки, США. Официально образован в 1852 году. По состоянию на 2010 год, численность населения составляла 12 613 человека.

## География
По данным Бюро переписи США, общая площадь округа равняется 466,718 км2, из которых 466,563 км2 суша и 0,070 км2 или 0,040 % это водоёмы.

## Население
По данным переписи населения 2000 года в округе проживает 13 237 жителей в составе 5 044 домашних хозяйств и 3 783 семей. Плотность населения составляет 29,00 человек на км2. На территории округа насчитывается 5 526 жилых строений, при плотности застройки около 12,00-ти строений на км2. Расовый состав населения: белые — 98,56 %, афроамериканцы — 0,62 %, коренные американцы (индейцы) — 0,12 %, азиаты — 0,05 %, гавайцы — 0,00 %, представители других рас — 0,07 %, представители двух или более рас — 0,58 %. Испаноязычные составляли 0,66 % населения независимо от расы.
В составе 36,10 % из общего числа домашних хозяйств проживают дети в возрасте до 18 лет, 58,20 % домашних хозяйств представляют собой супружеские пары проживающие вместе, 12,40 % домашних хозяйств представляют собой одиноких женщин без супруга, 25,00 % домашних хозяйств не имеют отношения к семьям, 21,80 % домашних хозяйств состоят из одного человека, 8,30 % домашних хозяйств состоят из престарелых (65 лет и старше), проживающих в одиночестве. Средний размер домашнего хозяйства составляет 2,60 человека, и средний размер семьи 3,02 человека.
Возрастной состав округа: 26,60 % моложе 18 лет, 9,50 % от 18 до 24, 30,00 % от 25 до 44, 23,30 % от 45 до 64 и 23,30 % от 65 и старше. Средний возраст жителя округа 35 лет. На каждые 100 женщин приходится 99,40 мужчин. На каждые 100 женщин старше 18 лет приходится 95,00 мужчин.
Средний доход на домохозяйство в округе составлял 25 515 USD, на семью — 30 483 USD. Среднестатистический заработок мужчины был 26 962 USD против 18 810 USD для женщины. Доход на душу населения составлял 13 060 USD. Около 18,90 % семей и 23,50 % общего населения находились ниже черты бедности, в том числе — 31,00 % молодёжи (тех, кому ещё не исполнилось 18 лет) и 20,00 % тех, кому было уже больше 65 лет.